# Blackboard Jungle (banda)
Blackboard Jungle es una banda de hard rock/glam metal proveniente de Los Ángeles, California. 

## Carrera

### Inicios
La alineación original consistía en el vocalista Kenny Price, el guitarrista Dave Zink, el baterista Joel Faith y el bajista Britt. Después de quince años y varios cambios en la alineación, la banda una vez más consiste en sus miembros originales. 
En 1992, la banda grabó el álbum llamado I Like It Alot, que fue bien recibido por la crítica. Sin embargo, las estaciones de radio y canales como MTV estaban enfocados en el género "grunge", representado por bandas como Pearl Jam, Alice in Chains y Nirvana, lo que dificultó su incursión en el mercado. Durante este tiempo la agrupación realizó una gira con Faster Pussycat en los Estados Unidos, y también realizaron algunas presentaciones en Japón.

### Separación y posterior reunión
Joel Faith dejó la banda en 1993, y lo mismo haría Brett Bradshaw al año siguiente. Blackboard Jungle grabaría sus últimos demos en estudio conocidos en 1995, antes de separarse debido a diferencias personales y creativas. 
Recientemente, Blackboard Jungle se reunió para hacer una presentación en Hollywood. 